# Two and a Half Men (9.ª temporada)
A nona temporada de Two and a Half Men, teve início no dia 19 de setembro de 2011 no canal CBS. No Brasil, a temporada teve sua estreia no dia 9 de novembro de 2011 no canal pago Warner Channel e estreou no dia 20 de maio de 2013 no canal aberto SBT.
Nessa temporada teve a estreia do ator Ashton Kutcher interpretando Walden Schmidt.  Também é a primeira sem o protagonista Charlie Sheen, fazendo com que a série passasse por correção de rota, focando agora a história em Alan (Jon Cryer) seguindo com sua vida após a morte de Charlie (Sheen) com a ajuda de seu novo amigo Walden (Ashton Kutcher), um bilionário da internet que recém se separou de sua mulher. Enquanto o trio começa a se unir, Jake (Angus T. Jones) e seu amigo Eldridge (Graham Patrick Martin) se vêm no começo da vida adulta e com sua formação do ensino médio, resolve tomar decisões importantes sobre o que fazer com sua vida daqui por diante.

## Elenco
- Ashton Kutcher - Walden Schmidt
- Jon Cryer - Alan Harper
- Angus T. Jones - Jake Harper
- Conchata Ferrell - Berta
- Courtney Throne-Smith - Lindsey McElroy
- Holland Taylor - Evelyn Harper
- Marin Hinkle - Judith Melnick
- Sophie Winkleman - Zoey Hyde-Tottigham
- Graham Patrick Martin - Eldridge McElroy

## Prêmios e indicações
| Ano  | Prêmio                     | Categoria                                                               | Artista                                                   | Resultado |
| ---- | -------------------------- | ----------------------------------------------------------------------- | --------------------------------------------------------- | --------- |
| 2012 | Screen Actors Guild Awards | SAG Award de Melhor Ator em uma Série de Comédia                        | Jon Cryer                                                 | Indicado  |
| 2012 | Emmy Awards                | Primetime Emmy Award de Melhor Ator – Série de Comédia                  | Jon Cryer                                                 | Ganhou    |
| 2012 | Emmy Awards                | Primetime Emmy Award de Melhor Edição de Multicâmera para uma Série     | Joseph Bella pelo episódio "Why We Gave Up Women"         | Indicado  |
| 2012 | Emmy Awards                | Primetime Emmy Award de Melhor Fotografia para uma Série de Multicâmera | Steven V. Silver pelo episódio "Sips, Sonnets and Sodomy" | Ganhou    |
| 2012 | Emmy Awards                | Primetime Emmy Award de Melhor Atriz Convidada em uma Série de Comédia  | Kathy Bates                                               | Ganhou    |

## Episódios
| # | Título                             | Diretor       | Roteiro | Data de Exibição        | Código de Produção |
| --- | ---------------------------------- | ------------- | --- | ----------------------- | ------------------ |
| 178 | "Nice to Meet You, Walden Schmidt" | James Widdoes | Chuck Lorre, Lee Aronsohn, Eddie Gorodetsky & Jim Patterson                                                                | 19 de setembro de 2011  | 901                |
| Após a morte de Charlie Harper, um bilionário da internet chamado Walden Schmidt (Ashton Kutcher), será um dos vários interessados em comprar sua casa. |                                    |               | |                         |                    |
| 179 | "People Who Loves Peepholes"       | James Widdoes | Chuck Lorre, Lee Aronsohn, Eddie Gorodetsky & Jim Patterson                                                                | 26 de setembro de 2011  | 902                |
| Walden se muda para casa de Charlie e Alan se muda para a casa de sua mãe. À noite, Walden convida Alan a ir com ele para sua verdadeira casa ajudá-lo a conversar com Bridget (Judy Greer), sua esposa. Após ver o comportamento de Walden perante Bridget, Alan se dá conta de que Walden não sabe se virar sozinho e que ela era mais sua mãe do que esposa. No dia seguinte, após dar um jeito de Bridget dar mais uma chance a Walden, Alan consegue o seu lugar de volta na casa de Charlie.                                                        |                                    |               | |                         |                    |
| 180 | "Big Girls Don't Throw Food"       | James Widdoes | Chuck Lorre & Andrew J. B. Aaronsohn                                                                                       | 3 de outubro de 2011    | 903                |
| Alan dá conselhos a Walden para o seu encontro com sua esposa e enquanto isso, Jake pretende largar a escola e abrir um negócio assim como Walden tinha feito para ficar rico. |                                    |               | |                         |                    |
| 181 | "Nine Magic Fingers"               | James Widdoes | História: Eddie Gorodetsky & Jim Patterson Adaptação: Chuck Lorre & Lee Aronsohn                                           | 10 de outubro de 2011   | 904                |
| Após sua separação com Bridget, Walden começa a procurar sua nova companheira. Durante o processo, ele conhece a Courtney, aquela que usou Charlie, e pretende fazer com Walden o mesmo. Enquanto isso, Alan procura um meio de poder se reconciliar com Lyndsey. |                                    |               | |                         |                    |
| 182 | "A Giant Cat Holding Churro"       | James Widdoes | História: Chuck Lorre, Lee Aronsohn, Eddie Gorodetsky & Jim Patterson Adaptação: Susan Beavers, Don Reo & David Richardson | 17 de outubro de 2011   | 905                |
| Alan descobre o passado "sujo" de Lyndsey como atriz pornô. Walden tenta animar Alan dando uma grande festa em sua casa. - Ausente: Angus T. Jones como Jake. Este é o segundo episódio em que este protagonista não aparece. |                                    |               | |                         |                    |
| 183 | "The Squat and the Hover"          | James Widdoes | História: Chuck Lorre, Lee Aronsohn, Eddie Gorodetsky & Jim Patterson Adaptação: Susan Beavers, Don Reo & David Richardson | 24 de outubro de 2011   | 906                |
| Após conhecer uma moça que lembra muito sua ex-mulher, Walden se deprime ao pensar em seu divórcio. |                                    |               | |                         |                    |
| 184 | "Those Fancy Japanese Toilets"     | James Widdoes | História: Chuck Lorre & Lee Aronsohn Adaptação: Eddie Gorodetsky & Jim Patterson                                           | 31 de outubro de 2011   | 907                |
| A nova tutora de química do Jake tem uma queda por Walden. Enquanto isso, Alan cisma com um diário que Charlie tinha guardado pra ele. |                                    |               | |                         |                    |
| 185 | "Thanks for the Intercourse"       | James Widdoes | História: Chuck Lorre & Susan McMartin Adaptação: Lee Aronsohn, Eddie Gorodetsky & Jim Patterson                           | 7 de novembro de 2011   | 908                |
| Quando Walden começa a redecorar a casa de Charlie, inclusive tirando o piano que era dele, Alan fica bravo e se faz acreditar que ele mesmo é o Charlie. |                                    |               | |                         |                    |
| 186 | "Frodo's Headshots"                | James Widdoes | História: Chuck Lorre & Lee Aronsohn Adaptação: Susan Beavers, Don Reo & David Richardson                                  | 14 de novembro de 2011  | 909                |
| Após ter alta do hospital, Alan enfrenta vários problemas envolvendo Jake, Judith, Herb, Lyndsey e Walden. Nota: Por este episódio Jon Cryer ganhou o Primetime Emmy Awards de Melhor Ator numa série de comédia. |                                    |               | |                         |                    |
| 187 | "A Fishbowl Full of Glass Eyes"    | James Widdoes | História: Chuck Lorre & Gemma Baker Adaptação: Lee Aronsohn, Eddie Gorodetsky & Jim Patterson                              | 21 de novembro de 2011  | 910                |
| Walden passa a noite com uma moça inglesa, porém, nenhum dos dois estão certos se querem começar uma relação séria. |                                    |               | |                         |                    |
| 188 | "A Lovely Landing Strip"           | James Widdoes | História: Chuck Lorre & Lee Aronsohn Adaptação: Eddie Gorodetsky, Jim Patterson & Don Reo                                  | 5 de dezembro de 2011   | 911                |
| Walden resolve ter uma relação séria com Zoey, porém, a volta de Bridget o deixa indeciso, enquanto Rose volta de Paris. |                                    |               | |                         |                    |
| 189 | "One False Move, Zimbabwe!"        | James Widdoes | História: Chuck Lorre & Lee Aronsohn Adaptação: Eddie Gorodetsky, Jim Patterson & Don Reo                                  | 12 de dezembro de 2011  | 912                |
| Quando a mãe de Walden vai a Malibu visitá-lo, Alan se apaixona por ela. Enquanto isso, um segredo sobre o passado de Walden vem a tona. |                                    |               | |                         |                    |
| 190 | "Slowly and in a Circular Fashion" | James Widdoes | História: Chuck Lorre & Ashton Kutcher Adaptação: Lee Aronsohn, Eddie Gorodetsky & Jim Patterson                           | 2 de janeiro de 2012    | 913                |
| Bridget e a mãe de Walden tentam tomar a empresa dele, mas Zoey e Alan estão lá para ajuda-lo. |                                    |               | |                         |                    |
| 191 | "A Possum on Chemo"                | James Widdoes | História: Susan Beavers & Susan McMartin Adaptação: Chuck Lorre, Eddie Gorodetsky & Jim Patterson                          | 16 de janeiro de 2012   | 914                |
| Zoey tenta convencer Walden a cortar seu cabelo e sua barba; Enquanto isso, Lyndsey e Alan retomam seu relacionamento. |                                    |               | |                         |                    |
| 192 | "The Duchess of Dull-in-Sack"      | James Widdoes | História: Chuck Lorre & Lee Aronsohn Adaptação: Eddie Gorodetsky, Jim Patterson & Don Reo                                  | 6 de fevereiro de 2012  | 915                |
| Walden acha que sua relação sexual com Zoey não está muito boa, então ele sugere que Zoey experimente um dos brownies especiais de Berta para apimentar a relação. |                                    |               | |                         |                    |
| 193 | "Sips, Sonnets and Sodomy"         | James Widdoes | História: Eddie Gorodetsky, Jim Patterson & Don Reo Adaptação: Chuck Lorre & Lee Aronsohn                                  | 13 de fevereiro de 2012 | 916                |
| Uma grande tempestade está caindo em Malibu, causando um blecaute e destruindo a estrada, fazendo com que Walden, Alan, Lindsey e Zoey ficassem presos na casa.Para piorar, Lindsey e Zoey desenvolveram uma grande rivalidade. Lindsey pede para que Alan vá até a farmácia comprar absorventes para ela, e Walden diz que vai junto com ele, em baixo de uma grande tempestade, que acaba devastando as ruas. - Ausente: Angus T. Jones como Jake. Este é o terceiro episódio em que este protagonista não aparece.                                     |                                    |               | |                         |                    |
| 194 | "Not In My Mouth"                  | James Widdoes | História: Eddie Gorodetsky, Jim Patterson & Don Reo Adaptação: Chuck Lorre & Lee Aronsohn                                  | 20 de fevereiro de 2012 | 917                |
| Enquanto Walden e Zoey estão com problemas na relação, Alan fica preocupado com Lindsey e sua bebedeira. |                                    |               | |                         |                    |
| 195 | "The War Against Gingivitis"       | James Widdoes | História: Chuck Lorre & Lee Aronsohn Adaptação: Eddie Gorodetsky, Jim Patterson & Don Reo                                  | 27 de fevereiro de 2012 | 918                |
| Um antigo sócio de Walden, Billy Stanhope volta para pedir ajuda a ele para criar uma maleta elétrica, enquanto isso Alan tenta virar amigo da Berta. |                                    |               | |                         |                    |
| 196 | "Palmdale, Ech"                    | James Widdoes | História: Chuck Lorre & Lee Aronsohn Adaptação: Eddie Gorodetsky, Jim Patterson & Don Reo                                  | 19 de março de 2012     | 919                |
| Alan apresenta sua mãe a Lyndsey, que apresenta sua mãe a Alan, enquanto isso, Walden sai a noite com Jake e Eldrige. |                                    |               | |                         |                    |
| 197 | "Grandma's Pie"                    | James Widdoes | História: Eddie Gorodetsky, Jim Patterson & Don Reo Adaptação: Chuck Lorre & Lee Aronsohn                                  | 9 de abril de 2012      | 920                |
| Zoey fica chateada quando descobre que Bridget é sócia do atual negócio de Walden, enquanto Alan e Lyndsay almoçam com suas mães. |                                    |               | |                         |                    |
| 198 | "Mr. Hose Says 'Yes'"              | James Widdoes | História: Lee Aronsohn & Susan Beavers Adaptação: Chuck Lorre, Eddie Gorodetsky, Jim Patterson & Don Reo                   | 16 de abril de 2012     | 921                |
| O comprometimento de Walden é testado quando Zoey e sua filha vão morar com ele. Enquanto isso, Alan recebe mais do que barganhou quando vai morar com Lyndsay. |                                    |               | |                         |                    |
| 199 | "Why We Gave Up Women"             | James Widdoes | História: Chuck Lorre & Lee Aronsohn Adaptação: Eddie Gorodetsky, Jim Patterson & Don Reo                                  | 30 de abril de 2012     | 922                |
| Charlie e Alan se reencontram quando aquele retorna como fantasma no sonho de Alan, enquanto este está no hospital por conta de um leve ataque cardíaco. |                                    |               | |                         |                    |
| 200 | "The Straw In My Donut Hole"       | James Widdoes | História: Eddie Gorodetsky, Jim Patterson & Don Reo Adaptação: Chuck Lorre, Lee Aronsohn & Susan Beavers                   | 7 de maio de 2012       | 923                |
| Zoey não tem certeza se Alan merece todo o carinho e respeito com sua volta do hospital. |                                    |               | |                         |                    |
| 201 | "Oh Look! Al-Qaeda!"               | James Widdoes | História: Chuck Lorre & Lee Aronsohn Adaptação: Eddie Gorodetsky, Jim Patterson & Don Reo                                  | 14 de maio de 2012      | 924                |
| Jake e Eldrige se formam. Alan pede a Walden para que ele dê um trabalho a Jake e Eldridge, mas após baixarem vírus para todos os discos rígidos (que ele tinham que vigiar) enquanto baixavam pornografia, eles entram pro exército. Na casa de Walden todos se despedem dele lhe dando abraços. Cada vez que ele abraçava um personagem eram mostradas cenas dele com Jake quando era pequeno (exceto quando ele abraçou Walden, em que foi mostrada a cena em que ele e Eldridge acabaram baixando vírus para todos os discos rígidos em sua empresa). |                                    |               | |                         |                    |